# Leptodon (vogelgeslacht)
Leptodon is een geslacht van vogels uit de familie van de havikachtigen (Accipitridae). De wetenschappelijke naam van het geslacht is voor het eerst geldig gepubliceerd in 1836 door Carl Jakob Sundevall. De volgende soorten zijn bij het geslacht ingedeeld:
- Leptodon cayanensis – Grijskopwouw
- Leptodon forbesi – Witkraagwouw